# 김포시의 향토유적
김포시의 향토유적은 다음 각 호에 해당하는 것을 말한다.
1. 「문화재보호법」 및 「경기도 문화재 보호 조례」로 지정되지 아니한 것으로 향토의 역사·예술상 가치가 있는 것과 이에 준하는 고고자료
2. 향후 문화재로서 보존가치가 있을 것으로 기대되는 유적
3. 향토문화·토속·풍속을 연구하는데 필요한 자료

## 지정 목록
| 번호 | 그림 | 명칭                                      | 소재지                          | 소유자 (관리자)        | 지정일자                                                                 | 비고 |
| ---- | ---- | ----------------------------------------- | ------------------------------- | ---------------------- | ------------------------------------------------------------------------ | ---- |
| 1호  |      | 김포 대포서원                             | 김포시 양촌읍 대포리 산32-3번지 | 대포서원               | 1986년 3월 3일 지정                                                      |      |
| 2호  |      | 대곡리 지석묘                             | 김포군 검단면                   |                        | 1986년 3월 3일 지정, 1994년 12월 24일 해제, 경기 기념물 제152호로 재지정 |      |
| 3호  |      | 대성원 (大聖院)                           | 김포시 대곶면 약암리 701-2번지  | 청송심씨 종중          | 1986년 3월 3일 지정                                                      |      |
| 4호  |      | 심응사당 (沈膺祠堂)                       | 김포시 운양동 341-2             | 풍산심씨 종중          | 1986년 3월 3일 지정                                                      |      |
| 5호  |      | 통진 현감부사 선정비 (通津縣監府使善政碑) | 김포시 월곶면 군하리 83-2       | 경기도 김포시청        | 1986년 3월 3일 지정, 2013년 12월 11일 명칭변경                           |      |
| 6호  |      | 김포 군하리 봉수대                        | 김포시 월곶면 군하리 산44-9     | 경기도 김포시청        | 1986년 3월 3일 지정                                                      |      |
| 7호  |      | 용화사 미륵석불                           | 김포시 운양동 831번지           | 용화사                 | 2004년 8월 21일 지정                                                     |      |
| 8호  |      | 청송심씨묘역                              | 김포시 장기동 1763              | 청송심씨 종중          | 2004년 10월 1일 지정                                                     |      |
| 9호  |      | 양성지묘역 및 신도비                      | 김포시 양촌읍 대포리 산32-2     | 남원양씨 종중          | 2007년 1월 2일 지정                                                      |      |
| 10호 |      | 수안사                                    | 김포시 양촌읍 대포리 207번지    | 남원양씨 종중          | 2007년 1월 2일 지정                                                      |      |
| 11호 |      | 남원윤씨 오룡골 유적                      | 김포시 고촌읍 신곡리 566-9번지  | 남원윤씨 종중          | 2008년 4월 29일 지정                                                     |      |
| 12호 |      | 문경공 민기묘역                           | 김포시 월곶면 개곡리 산119-1    | 여흥민씨 종중          | 2008년 4월 29일 지정                                                     |      |
| 13호 |      | 남원윤씨 영사정묘역                       | 김포시 고촌읍 신곡리 102-7      | 남원윤씨 종중          | 2010년 4월 14일 지정                                                     |      |
| 14호 |      | 김포현령군수선정비                        | 김포시 사우동 263-1번지         | 경기도 김포시청        | 2010년 4월 14일 지정                                                     |      |
| 15호 |      | 공숙공 정괄묘역                           | 김포시 대곶면 약암리 89-6       | 동래정씨 충정공파 종중 | 2013년 12월 11일 지정                                                    |      |
| 16호 |      | 강릉군 김문취 묘갈                        | 김포시 고촌읍 태리 35-1         | 강릉김씨 지산군파 종중 | 2013년 12월 11일 지정                                                    |      |
| 17호 |      | 전류정 여흥민씨 충절유적                  | 김포시 하성면 전류리 산51       | 여흥민씨 종중          | 2017년 3월 15일 지정                                                     |      |

## 참고 문헌
- 김포시 홈페이지 - 고시/공고